# تاچیبانا نو موروئه
تاچیبانا نو موروئه (به ژاپنی: 橘 諸兄 Tachibana no Moroe); ۱ ژانویهٔ ۰۶۸۴ – ۳ فوریهٔ ۰۷۵۷) شاعر، و سیاستمدار در دربار امپراتور شومو و امپراتریس کوکن اهل ژاپن بود. او پدر تاچیبانا نو نارامارو بود.

## خانواده
- پدر: شاهزاده مینو (美努王)
- مادر: آگاتا نو انوکای نو میچییو
- همسر: فوجیوارا نو تابینو (藤原多比能), دختر فوجیوارا نو فوهیتو
  - پسر: تاچیبانا نو نارامارو
- همسر غیر اصلی ناشناس
  - دختر: ترویوری (照夜の前), ازدواج با فوجیوارا نو هوسی